# Халід Буламі
Халід Буламі  (араб. Khalid Boulami; нар. 7 серпня 1969) — марокканський легкоатлет, олімпійський медаліст.

## Виступи на Олімпіадах
| Олімпіада    | Дисципліна         | Місце |
| ------------ | ------------------ | ----- |
| Атланта 1996 | біг на 5000 метрів | 3     |